# 関四郎

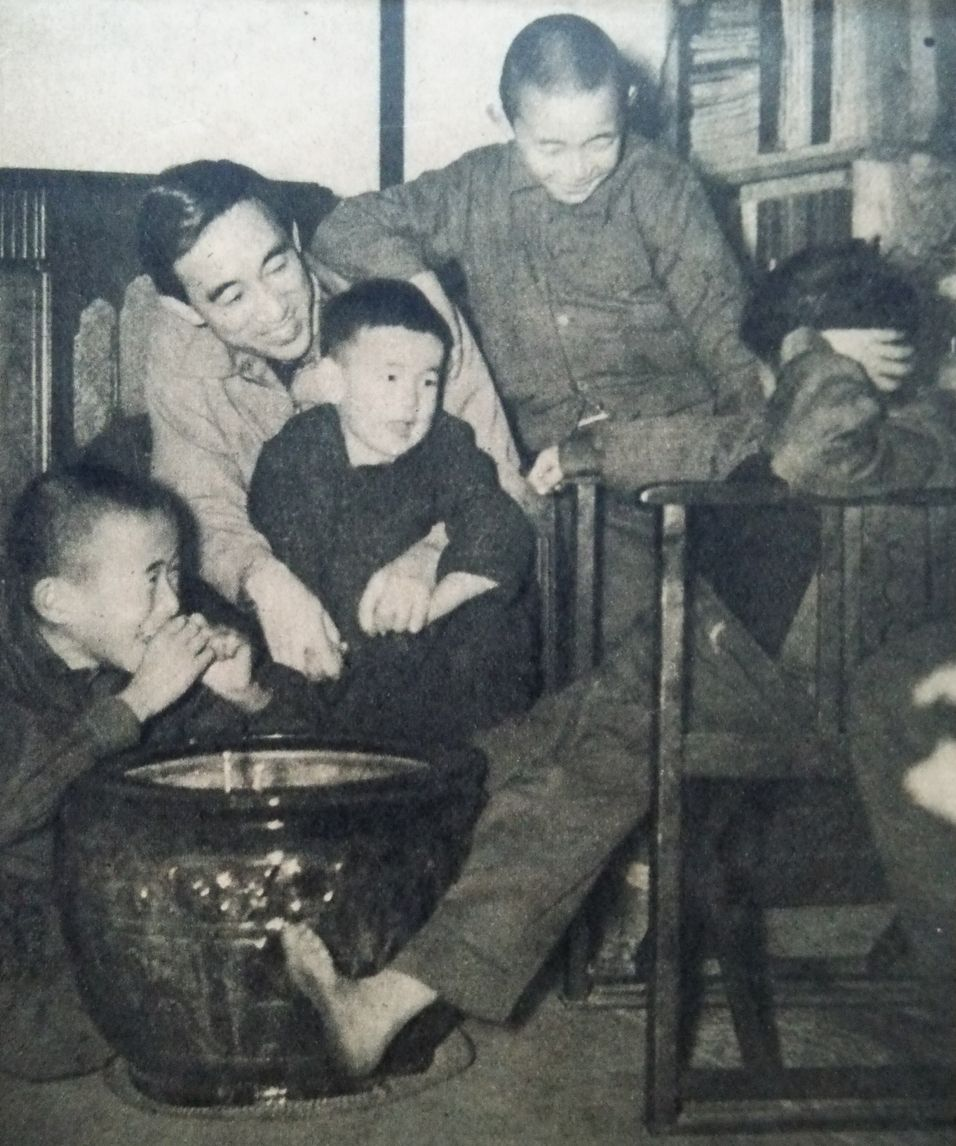
関四郎と息子たち	『アサヒグラフ』 1950年2月1日号

関 四郎（せき しろう、1909年3月29日 - 1990年12月12日）は日本の電気技師。国鉄常務理事、明電舎社長、鉄道技術協会会長、電気学会会長などを務めた。ペンネーム芝山 倉平（しばやま くらへい）による探偵小説「電気機関車殺人事件」の作者としても知られる。

## 経歴
北海道札幌市生まれ。北海道帝国大学工学部卒。国鉄で技師を務めていた。1943年（昭和18年）に「国有鉄道1万キロ電化の提唱」を発表するなど国鉄の電化の必要性を強く訴えたが、戦時下にあって鉄道電化は遅々として進まなかった。終戦間もない1945年9月には上越線電化に向けて活動を開始。人材、食料、資材、資金が極度に不足する中で、1947年（昭和22年）4月には上越南線（高崎～水上間）、同10月には上越北線（石打～長岡間）の電化を完成させた。この多忙を極めた時期に「電気機関車殺人事件」を執筆。国鉄で常務理事を務めた後に、明電舎社長、日本鉄道技術協会会長、電気学会会長、産業計画会議委員などを歴任した。1990年（平成2年）、死去。

## 「電気機関車殺人事件」
前述のとおり、技師として上越線電化工事をけん引していた関は、国民に電化の必要性を広くアピールすることを目的に、探偵小説「電気機関車殺人事件」を執筆する。これは水谷準の元へ持ち込まれ、1946年（昭和21年）『新青年』12月号に掲載された。ペンネームの芝山倉平は、関が1935年(昭和10年）国鉄信濃川送電線の上越国境越えのルート調査の目的で設置された芝倉沢見張り所の所長を務めていたことに由来。
鉄道を題材にした密室殺人ものとして、一部では高い評価を受けていたが、作品はこれ1本のみであり、また匿名での執筆であったため、長くその正体が不明な「幻の作家」と言われていた。その後1975年（昭和50年）、鮎川哲也編の鉄道ミステリー傑作選『下り"はつかり"』（光文社）に作品が収録されたことをきっかけに正体が判明した。鮎川哲也は『下り"はつかり"』内の解説（135-136頁）において、「その作風は新人らしいフレッシュネスに欠けるかわりに、鉄道の技術者が手すさびに書いたとでもいうふうな堅実さが特徴となっている」「本編は、作者自身が考えているであろうよりもはるかに強烈な印象を、読む者の胸中に刻みつけたのである」と評している。